# Amblyocarpum
Amblyocarpum Fisch. & C. A. Mey. é um género botânico pertencente à família Asteraceae.

## Espécies
Apresenta uma única espécie:
- Amblyocarpum inuloides